# Грум-Гржимайло Григорій Юхимович
Грум-Гржимайло Григорій Юхимович (5 (17) лютого 1860, Санкт-Петербург — 3 березня 1936? Ленінград) — російський мандрівник, географ, зоолог і лепідоптеролог, дослідник Західного Китаю, Паміру, Тянь-Шаню (1884—1890), Західної Монголії, Туви і Далекого Сходу (1903—1914). Відкрив Турфанську западину. Основні праці присвячені фізичній, політичній, історичній географії та етнографії Центральної Азії, а також її ентомології. Брат В. Ю. Грум-Гржимайло.